# Нандру
Нандру (рум. Nandru) — село у повіті Хунедоара в Румунії. Входить до складу комуни Пестішу-Мік.
Село розташоване на відстані 298 км на північний захід від Бухареста, 10 км на південний захід від Деви, 123 км на південний захід від Клуж-Напоки, 123 км на схід від Тімішоари.

## Населення
За даними перепису населення 2002 року у селі проживали 204 особи, з них 195 осіб (95,6%) румунів. Рідною мовою 199 осіб (97,5%) назвали румунську.